# エアフルト大聖堂
座標: 北緯50度58分33秒 東経11度1分23.4秒 / 北緯50.97583度 東経11.023167度
エアフルト大聖堂（エアフルトだいせいどう、独: Erfurter Dom）は、ドイツのエアフルトにあるゴシック様式の大聖堂。正式名称はザンクト・マリーエン大聖堂教会（Hohe Domkirche St. Marien。聖母マリアの意）。エアフルト大聖堂は丘の上にあり、その隣にはプロテスタント教会のゼベリ教会がある。

## 歴史
エアフルトはフランク王国の時から重要な権力の中心地であり、724年にグレゴリウス2世がテューリンゲンの市民に、ここで宣教していたボニファティウスのために「家」を建てるよう依頼した。740年頃、ボニファティウスはザカリアスに対し、「長らく異教徒の農民の定住地または城（都市）であったエルフェスフルトと呼ばれる場所」に教区を設立することを確認するように求めた。
他の大聖堂や大学教会都同様、ゴシック時代には特に全ての参事会を収容するのに十分がなかったため教会、特に聖歌隊を多く、より明るく必要性が高まりました。その数はいくつかの財団を通じて大幅を増加し、100人以上、休日には最大300人の聖職者が礼拝に参加した。
1507年、マーティン・ルターがここで叙階した。

## 建築
エアフルト大聖堂の建築様式は主にゴシック様式で、14 - 15世紀に建てられた。ステンドグラスや内部の調度品など、注目すべき物が多い。大聖堂の3つの尖塔のうち中央の尖塔には、1497年にゲルハルト・ファン・ヴァウによって鋳造された当時、世界最大の自由に鳴る鐘であったマリア・グロリオーザがある。現存する中世の鐘としては世界最大である。

## ギャラリー

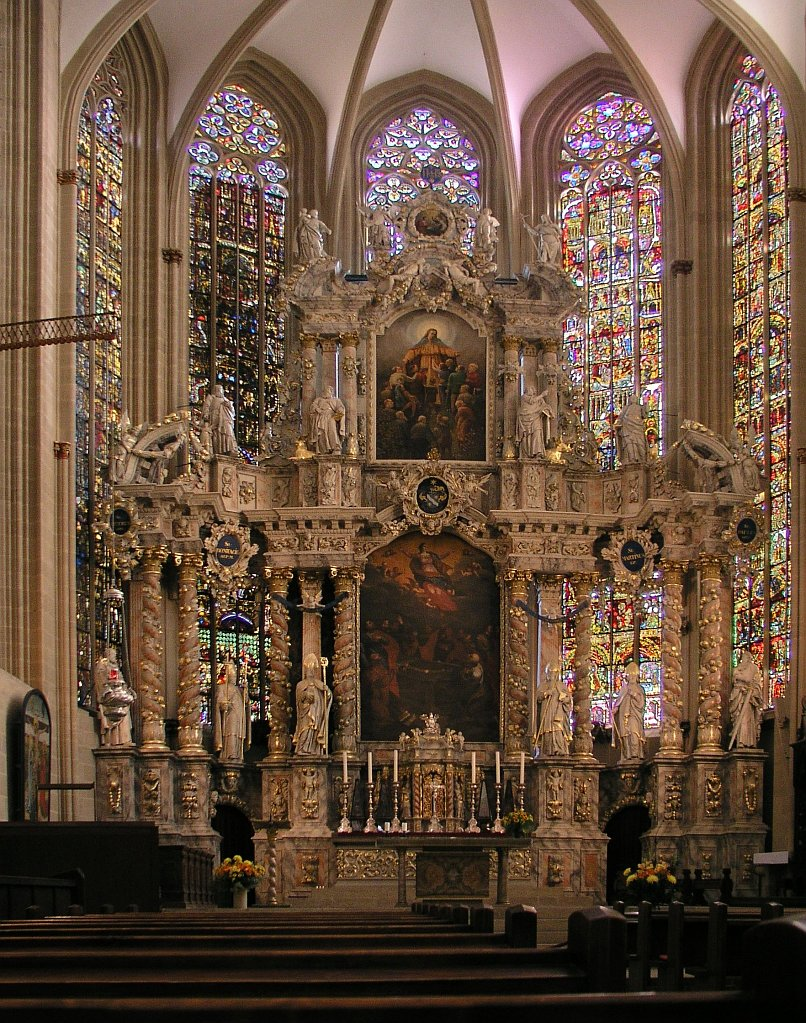
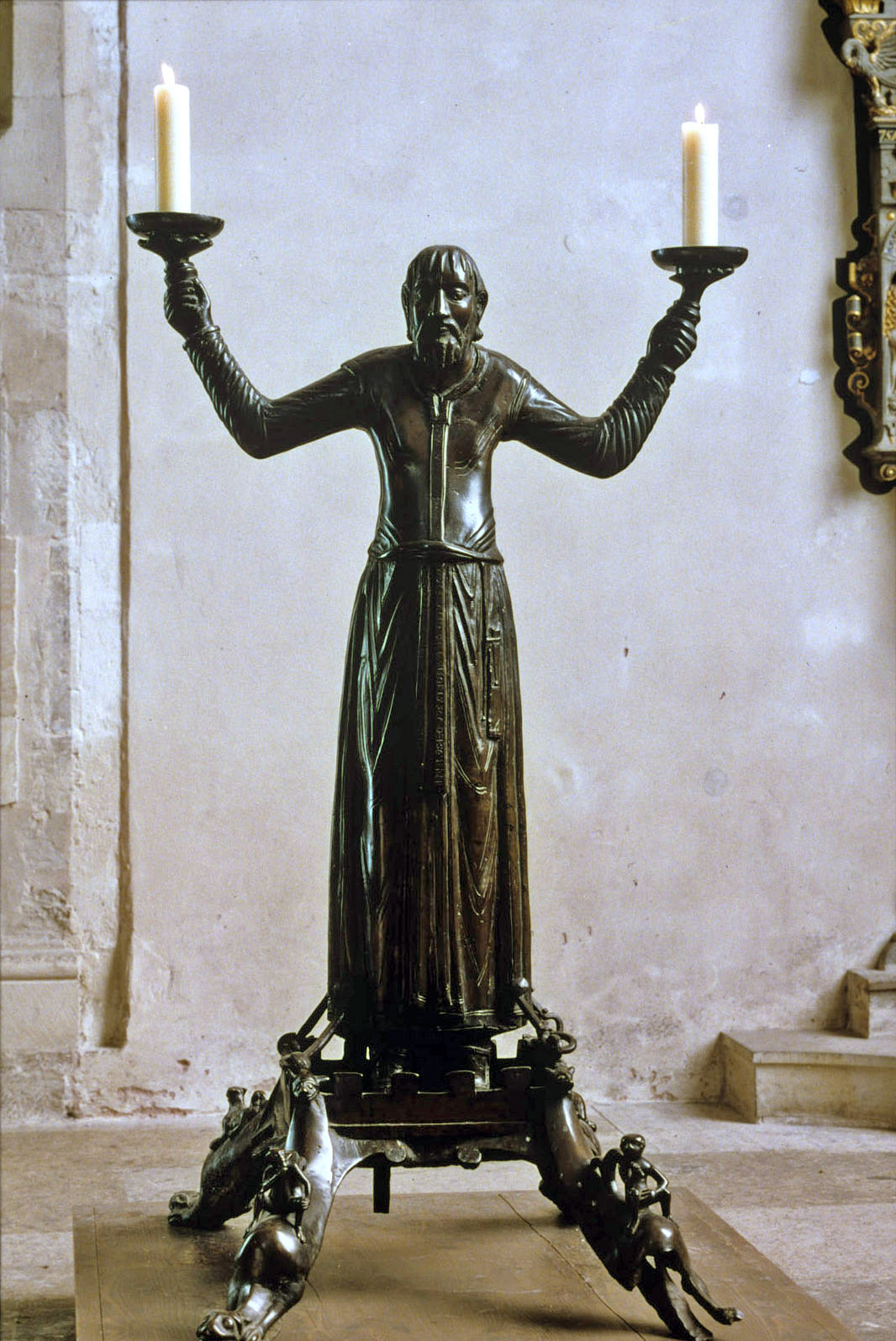
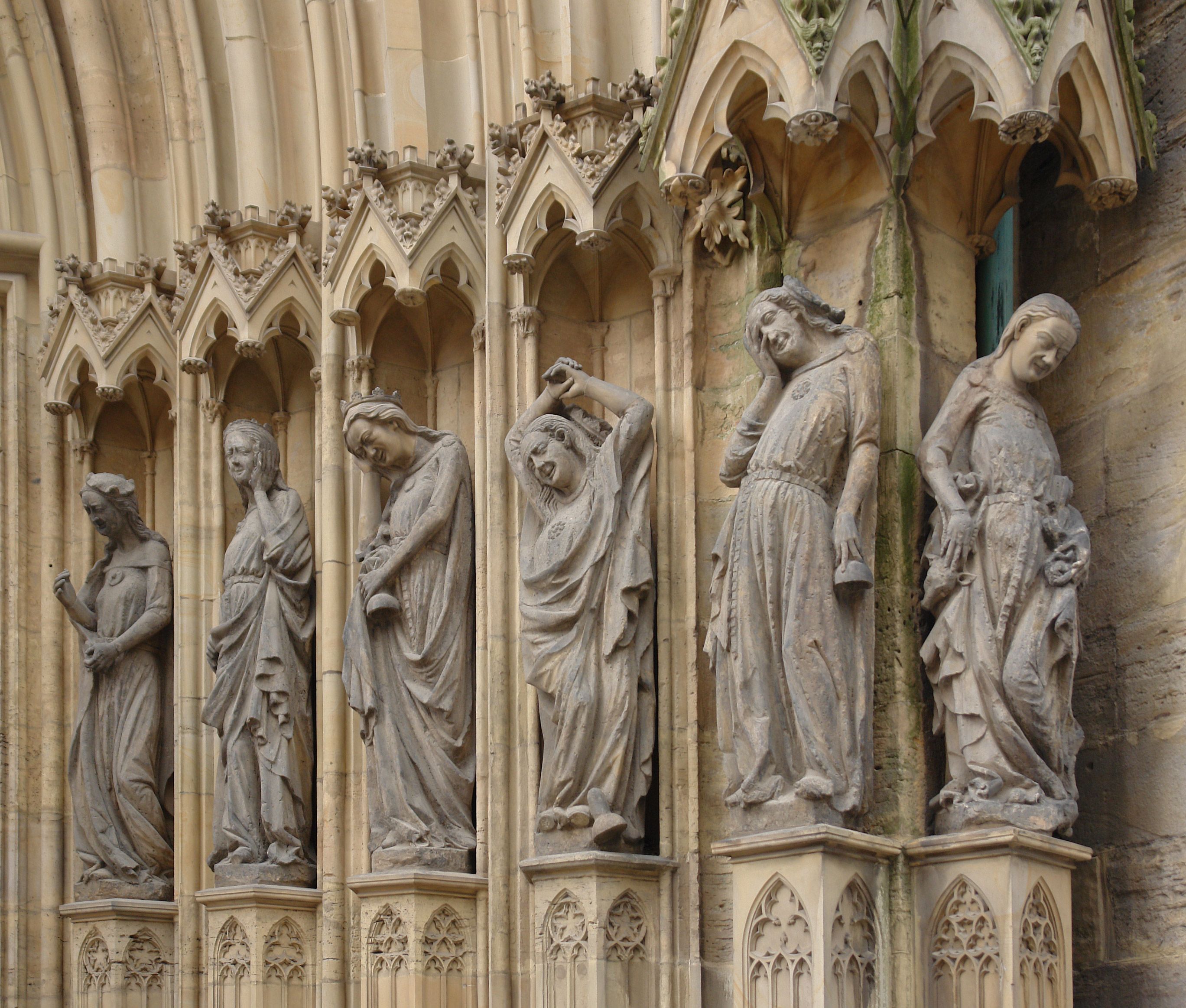
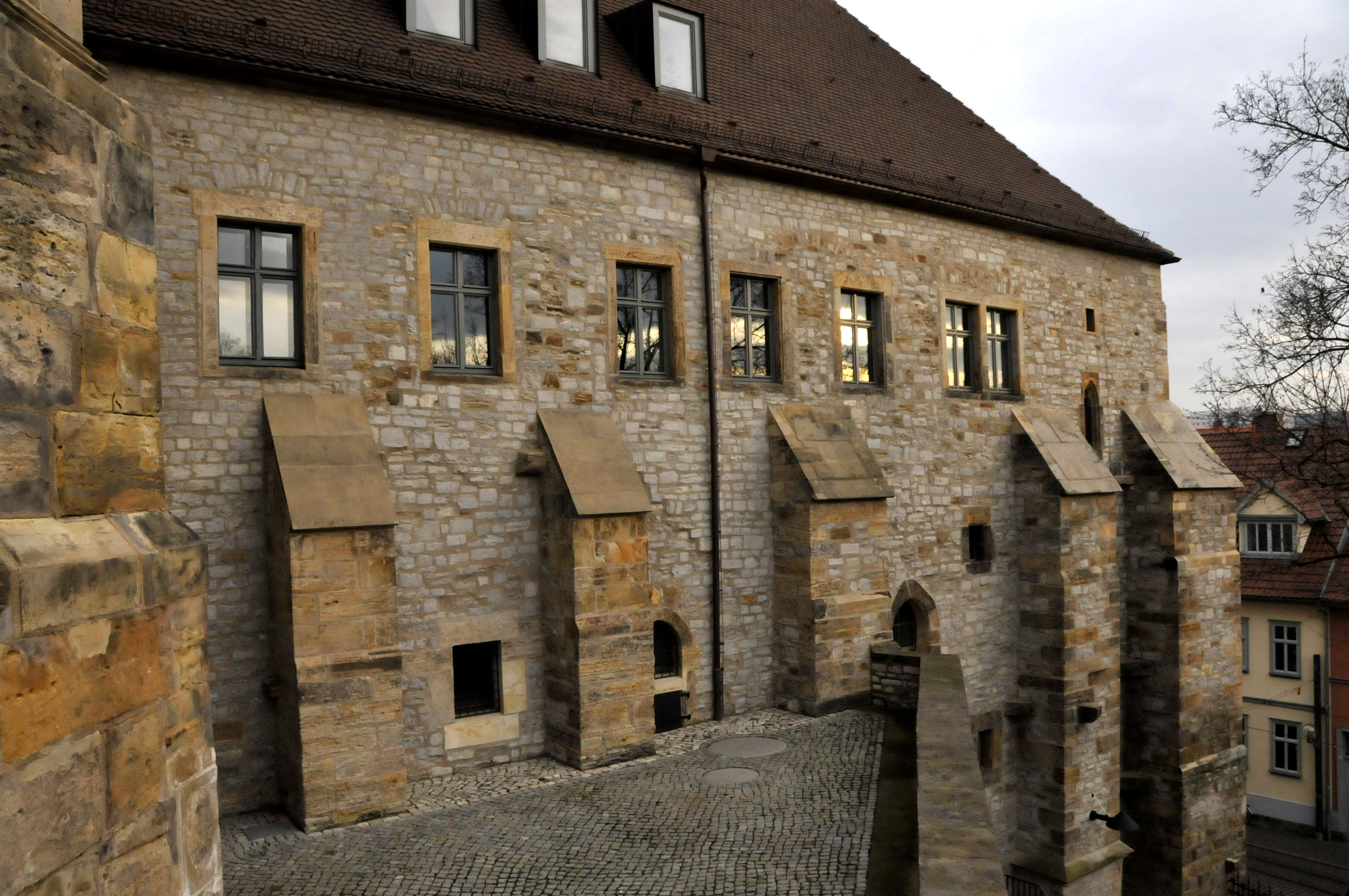